# Залізний фронт

Знак Залізного фронту

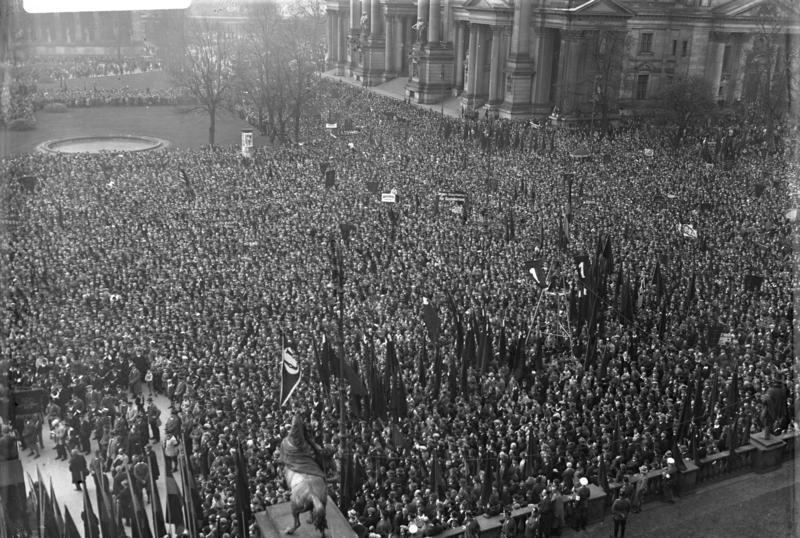
Велехід учасників «Залізного фронту» у Берліні, квітень 1932 року

Залізний фронт (нім. Eiserne Front) — збройні утворення Соціал-демократичної партії Німеччини, що протистояло фашизму та нацизму в міжвоєнні роки. Фронт боровся за захист демократії й республіки проти націонал-соціалістів, монархістів і комуністів у Німеччині.

## Історія
Залізний фронт був створений 16 грудня 1931 членами соціал-демократичної партії Німеччини, спілки ветеранів «Райхсбаннер», Загальної німецької установи профспілок і робітничих спортивних клубів. Фронт протистояв Гарцбурзькому фронту, до якого входили НСРПН, Сталевий шолом і Німецька національна народна партія. До складу фронту входили як члени робітничих спілок, так і соціал-демократи разом із лібералами. Управляли рухом голова Соціал-демократичної партії Німеччини Отто Вельс і голова «Райхсбаннеру» Карл Гольтерман. У відозві фронту говорилося:
|  | 1932 рік буде нашим роком, роком перемоги республіки над її ворогами. Жоден день і жодну годину ми більше не витратимо на захист — ми нападаємо! Нападаємо на всій смузі зіткнення! Ми повинні бути частиною загального наступу! Сьогодні ми закликаємо — завтра ми нападаємо! Оригінальний текст (нім.) Das Jahr 1932 wird unser Jahr sein, das Jahr des endlichen Sieges der Republik über ihre Gegner. Nicht einen Tag, nicht eine Stunde mehr wollen wir in der Defensive bleiben – wir greifen an! Angriff auf der ganzen Linie! Unser Aufmarsch schon muss Teil der allgemeinen Offensive sein. Heute rufen wir – morgen schlagen wir! |

Залізний фронт проводив численні велеходи, щоб підтримати демократичну Веймарську республіку, а також виступити проти прихильників повернення монархії та проти КПН і НСРПН. Велеходи часто закінчувалися бійками з націонал-соціалістами та комуністами: 17 липня 1932 року в гамбурзькому районі Альтоні сталася велика бійка між штурмовиками СА і комуністами, до якої згодом приєдналися й соціал-демократи. Унаслідок цього було вбито 18 осіб, що спричинило значне зменшення впливу Залізного фронту, а через три дні Прусський переворот призвів до знищення самоврядування Пруссії та став одним із перших кроків націонал-соціалістів на їх шляху до влади. 2 травня 1933 Залізний фронт був заборонений владою Німеччини й незабаром саморозпустився.
Голова Комуністичної партії Німеччини Ернст Тельман називав Залізний фронт „терористичним утворенням соціал-фашистів“.

## Управління
Фронт очолювався національним комітетом боротьби (нім. Reichskampfleitung) у центрі; земельними комітетами боротьби (нім. Landeskampfleitung) у провінціях; районними комітетами боротьби (нім. Kreiskampfleitung) у районах і міських районах; місцевими комітетами боротьби (нім. Ortskampfleitung) у містах, громадах та округах.

## Знак
Знаком Залізного фронту були три стріли, спрямовані в нижній лівий кут знаку у вигляді чорного кола або червоного квадрата. Творцем знаку був російський вчений-мікробіолог Сергій Чахотін, співтворцем був Карло Мірендорф. Значення трьох стріл тлумачилося по-різному:
- три вороги соціал-демократії: консерватизм/монархізм, комунізм, націонал-соціалізм;
- три сили, що необхідні для перемоги соціал-демократії: політична, економічна, фізична[6];
- три політичні об'єднання фронту: СДПН, Райхсбаннер, Об'єднання профспілок.

## Книжництво
- Robert Hofmann: SPD — Geschichte der deutschen Sozialdemokratie (Teil 1 bis 1993) CD-ROM; München: Bayerisches Seminar für Politik e.V., 1996
- Carlo Mierendorff, Sergej Tschachotin: Grundlagen und Formen politischer Propaganda; Magdeburg: Bundesvorstand des Reichsbanners Schwarz-Rot-Gold, 1932
- Tonaufzeichnung: Der Marsch der Eisernen Front wurde auf einer Schellackplatte (78 Umdr./Min.) der Marke FREIHEITSPLATTE um 1932 von Mitgliedern des Berliner Schubert Chores, begleitet von einem Blasorchester, aufgenommen. Das Etikett in Rot-Gold trug das Drei-Pfeile-Logo. Inzwischen gibt es dieses Lied und 13 weitere Aufnahmen mit Arbeitermusik aus der Weimarer Republik auch als CD-Sampler (Brüder, zur Sonne, zur Freiheit, Pläne 88 775).
- Günther Gerstenberg, Eiserne Front [Архівовано 24 вересня 2015 у Wayback Machine.], 1931—1933, in: Historisches Lexikon Bayerns.